# Willie Davenport
William "Willie" D. Davenport (Troy, Alabama, 8 de junho de 1943 – Chicago, Illinois, 17 de junho de 2002), foi um atleta norte-americano, especialista em 110 metros com barreiras. Participou em quatro edições dos Jogos Olímpicos, ganhando a medalha de ouro nos Jogos do México em 1968. Em 1980, também tomou parte nos Jogos Olímpicos de Inverno, integrando a equipa norte-americana de bobsleigh.

## Participações olímpicas
Davenport participou pela primeira vez nas Olimpíadas em 1964, atingindo as meias-finais dos 110 metros barreiras. No México, em 1968, atingiu a final e sagrou-se campeão olímpico. Em 1972, nos Jogos de Munique, foi quarto classificado e, na sua terceira presença consecutiva de finais olímpicas de 110 m com barreiras, em 1976, terminou em terceiro obtendo a medalha de bronze. Terminou a sua carreira olímpica em Lake Placid, competindo na prova de bobsleigh 4-man, terminando na 12ª posição. Foi, por cinco vezes, campeão nacional de pista coberta na prova de 60 jardas com barreiras.

## Vida pessoal
Willie Davenport era soldado do Exército na altura da primeira participação olímpica, tendo subido até à patente de coronel da Guarda Nacional dos Estados Unidos da América aquando da sua morte. Faleceu em 2002, vítima de doença súbita cardíaca no Aeroporto Internacional O'Hare de Chicago, aos 59 anos de idade.